# Lindholm Høje
Lindholm Høje szabadtéri régészeti bemutatóhely, valamint múzeum Dániában, Aalborg város külterületén, a Limfjord északi oldalán. A temetőt a vaskorban, az 5. században alakították ki, és az a viking korig, a 10. századig volt használatban. A sírmező melletti múzeum épületében a környék korabeli életét mutatja be egy modern kiállítás.

## Települések
A Jylland félszigetet teljes szélességében átszelő Limfjord a kor sekély járatú hajóival jól hajózható volt, ezért fontos közlekedési útvonalnak számított. Innen indultak az Anglia meghódítására törő dán törzsek hajói, a történelem folyamán több alkalommal is. A vidék homokos talaját könnyen meg lehetett művelni, a nagy viharok azonban gyakran tettek kárt a termőtalaj elhordásával. A környéken számos település, házcsoport nyomait tárták fel, de ezek valószínűleg nem egy időben léteztek. Közvetlenül a temetkezési területtől északra és délre is feltártak egy-egy házcsoportot, az első a 700-as években volt használatban, a második a 900-as évek végétől az 1100-as évek elejéig.
A 900-as évek végén a területen megszűnt a temetkezés, mert a kereszténység felvételével az új temetőket a templomok mellett alakították ki. Ekkoriban épült a magaslat tetejének közelében egy viking hosszúház, aminek az alapjait sikerült feltárni és a jobb láthatóság kedvéért ezt aszfalttal öntötték ki. A kissé ívelt falakat kívülről támasztó oszlopok nyomai is jól megfigyelhetőek.

## A temető
A temetkezési terület a környék legmagasabb pontján, a tengerszint – és a Limfjord vízszintje – felett 42 méterrel található. A korai elföldelések után áttértek a hamvasztásos rítusra, majd a 900-as években – valószínűleg már keresztény hatásra – újra az egész test elföldelése vált gyakoribbá. A sírokat kövekkel rakták körül, a férfiakét általában háromszög alakban, homorú vonalakkal határolva, vagy hajót formázva, a nőkét inkább kör vagy ovális alakban.
A legrégebbi sírok az i. sz. 400-as évekből, a késői vaskorszakból származnak, ezek a magaslat tetején találhatók. A legutolsó temetkezések a 900-as években történtek. Később, 1100 körül egy homokvihar teljesen belepte a területet, emiatt a temető feledésbe merült. A temetkezési területtől lejjebb, a domb oldalában egy frissen szántott területet is belepett a hirtelen vihar. Itt fennmaradtak a barázdák is, amik jól mutatják, hogy ekkoriban már újfajta, a rögöket meg is fordító ekéket alkalmaztak. A nyomokból még az is kiolvasható, hogy a korabeli földműves kocsijával egyszer még felkereste a homokkal borított földjét, de aztán végleg elhagyta azt. Ezután újabb homokrétegek rakódtak le, magasságuk végül helyenként elérte a négy-öt métert. Később, a középkorban és az újkorban a helyenként újra előbukkanó kövek egy részét építkezési célokra széthordták.
Csak a 19. század végén támadt fel az érdeklődés újra a hely iránt, kisebb ásatások indultak. 1901-ben műemléki védelem alá vették, de szakszerű ásatásokra csak az 1950-es években került sor, ekkor az összesen mintegy 700 sírból körülbelül 600-at tártak fel.

### Egy harcos sírja
A korai sírok egyikébe, a domb teteje közelében, egy harcost temettek a 600-as években, a kutyájával együtt. A sírt kövekkel rakták körül, a tetejére kovakő darabokat helyeztek, s a harcos mellé helyezték egyélű kardját is. Összesen 223 férfi és nő sírjában találták meg kutya maradványait is.

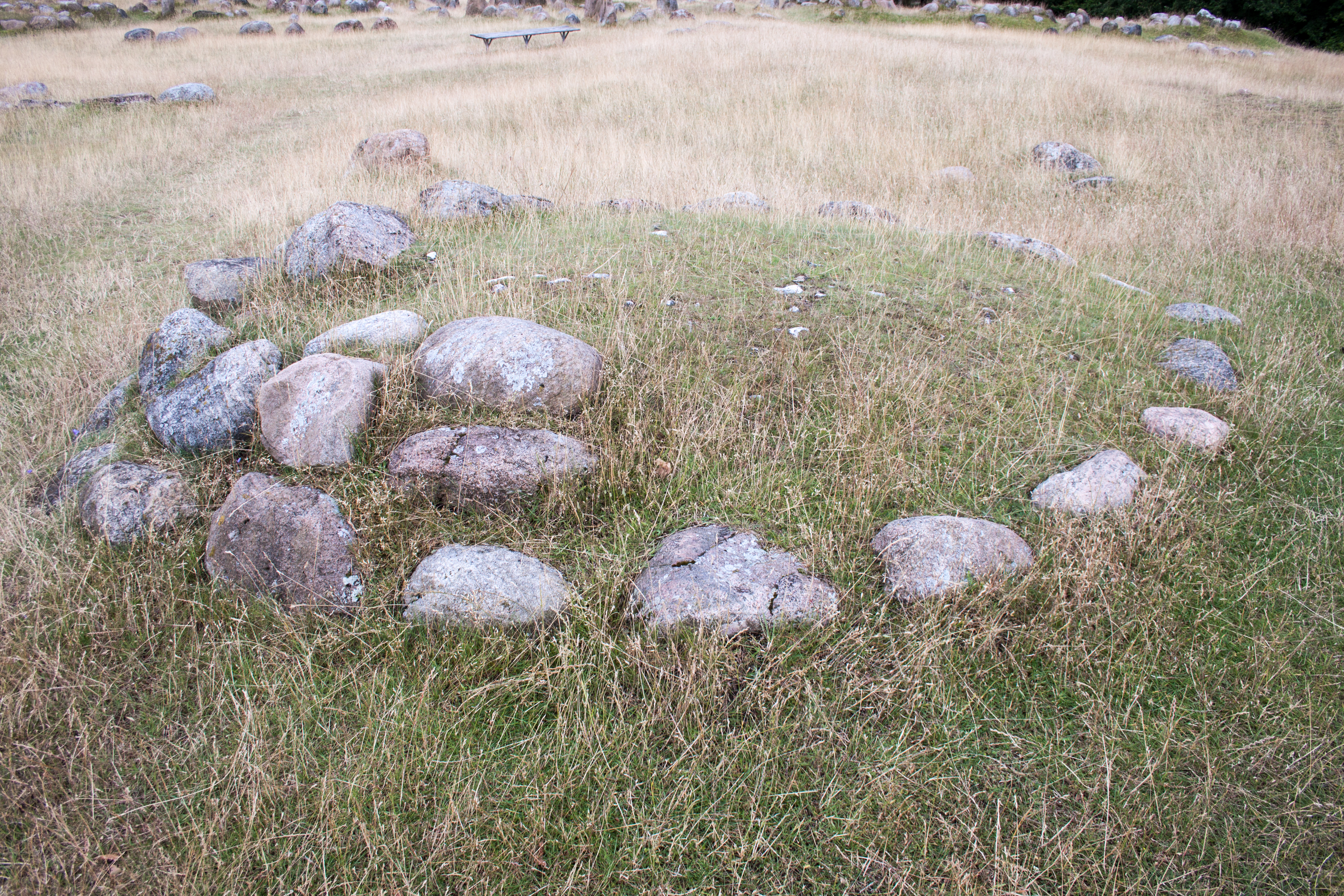
Harcos sírja a 7. századból
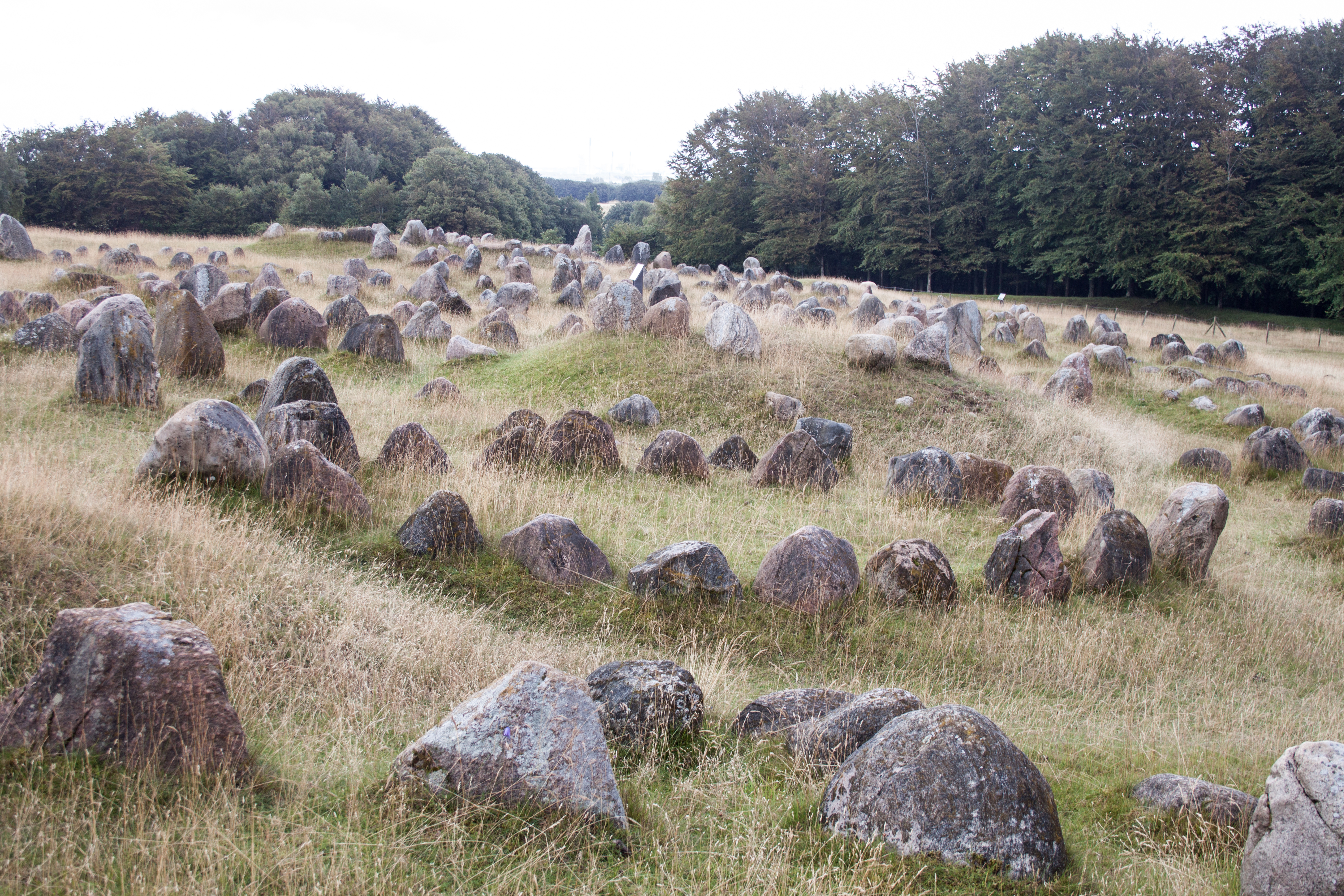
A sírmező részlete
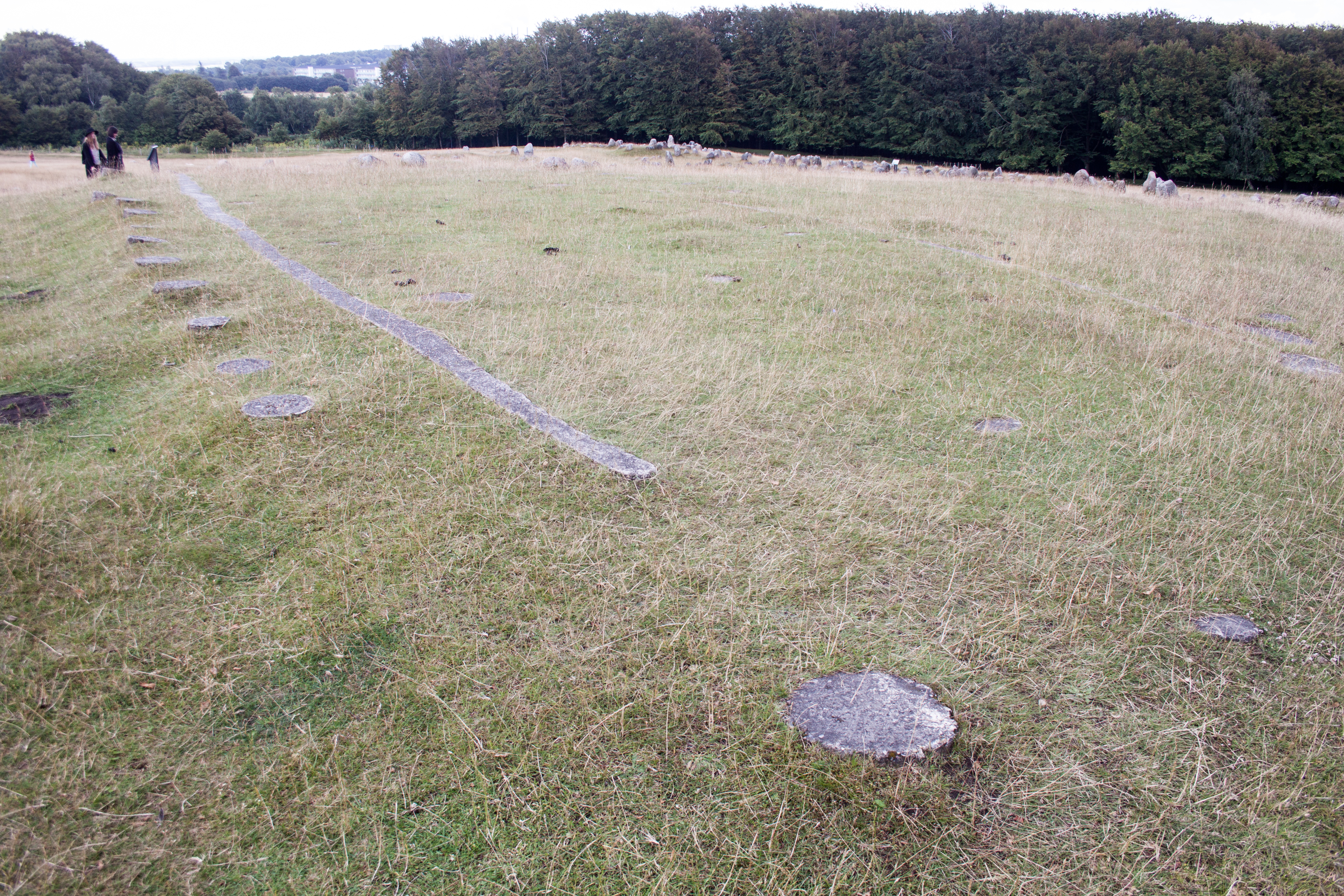
Viking hosszúház alapjai

## A múzeum
1992-ben a temetkezési terület közelében modern múzeum épült egy helyi nagyvállalat finanszírozásával. Állandó kiállítása a szélesebb környék, a Limfjord melletti területek történelmét dolgozza fel a kőkortól a bronzkoron át a vaskorig és a viking időkig. A múzeum a Nordjyllands Historiske Museum (Észak-jyllandi Történeti Múzeum) szervezeti keretében működik.

### Helytörténeti kiállítás
A középső kőkorszakban, a jégkorszak végével, a területre érkező emberek hosszú ideig csak vadászattal és gyűjtögetéssel foglalkoztak. Később, a neolitikumban, megkezdődött a növénytermelés és az állattenyésztés. A régészet nem tárta fel nagyobb népmozgások jeleit, ezért a tudósok azt tartják, hogy e kőkorszaki lakosságból származik a dán nép.
Az újkőkor végén a terület sajátos, kedvező gazdasági helyzetbe került földtani adottságai, ásványkincse, a kovakő révén. Észak-Jylland geológiailag egy 71–65 millió évvel ezelőtti tengerből (szerte Északnyugat-Európában) lerakódott vastag kréta-, azaz mészkőrétegből és arra rakódott, a jégkorszak végén keletkezett homokrétegekből áll. A krétaréteg lesüllyedt, megtöredezett, és mélyedéseiben keletkezett például maga a Limfjord is. A kréta tengeri élő szervezetek mészvázából keletkezett, és benne rendszeresen előfordulnak az elhalt kovamoszatokból összecsomósodó kovakőgumók is. A kőkorszakban ez a rendkívül fontos nyersanyag nagy szerepet játszott a környék lakói életében. Eleinte a felszínen heverő darabokat gyűjtögették, de aztán rájöttek, hogy a krétába aknát mélyítve, a föld alól sokkal jobb minőségű, az időjárás által nem megrongált kovakőhöz juthatnak. A kovakő bányászata és feldolgozása fontos gazdasági ágazattá vált. Elsősorban úgynevezett tőr alakú szerszámokat, fegyvereket formáztak a kövekből, erről is nevezték el a helyi újkőkorszak i. e. 2350–1700 közötti szakaszát tőr-periódusnak (angolul Dagger Period, dánul Dolktiden). Ezeket a fegyvereket a korabeli dél-európai réztőrök mintájára gyártották, és minden férfi igyekezett hozzájuk jutni. Jövedelmező kereskedelem alakult ki, mivel például a Skandináv-félszigeten nem volt megfelelő kovakő. A Limfjord vidékén megélénkült a közlekedés. Mai kísérletek szerint a kor hajóival 15 óra alatt át lehetett kelni a Skagerrakon vagy a Kattegaton a mai norvég és svéd területekre. Egyedül Norvégiában 600 darab jyllandi eredetű kovakő tőrt találtak.
Később, déli és nyugati hatásokra e területen is változások kezdődtek. Megindult a gyapjúszövés, a korábban állati bőrökből összeállított ruhákat nagyrészt felváltotta, kiegészítette a textil. Megérkezett a réz, elsősorban fejszék formájában, megindult a fémfeldolgozás, és így a kovakő, mint fegyver- és szerszámalapanyag korszaka leáldozott. A temetkezési szokások is megváltoztak.
A bronzkor végén, a vaskorszak és egyben az időszámításunk elején a vidék éghajlata az azt megelőzőnél jelentősen csapadékosabbá vált. Ennek nyomán kiterjedt tőzegmocsarak alakultak ki a magasabban fekvő, lefolyástalan mélyedésekben. Uralkodó növényzetük a tőzegmoha volt. A mocsarakat a későbbi századokban kultuszcélokra, az isteneknek szóló áldozatok nyújtására is használták. Számos emberáldozatot, kivégzést hajtottak végre ilyen lápokban, és a tetemeket a mocsár jó állapotban konzerválta. Sok dániai múzeumban, így a Lindholm Høje múzeumában is láthatók ebből az időszakból származó emberi maradványok. Egy női istenség bronzkori, fából készült szobrát is megtalálták az egyik régi lápban, amit Frøyának neveztek el a kutatók, bár nem bizonyítható, hogy az valóban a későbbi skandináv mitológiának ezt az istenét ábrázolja. A mocsarakból a bronzkor végéről előkerült áldozati tárgyak azt is mutatják, hogy ebben az időszakban a nők szerepe előtérbe került a társadalomban. Sok gazdagon díszített női bronzékszert találtak ezeken a helyeken, egy másik helyen pedig hét hosszú női hajfonatot.

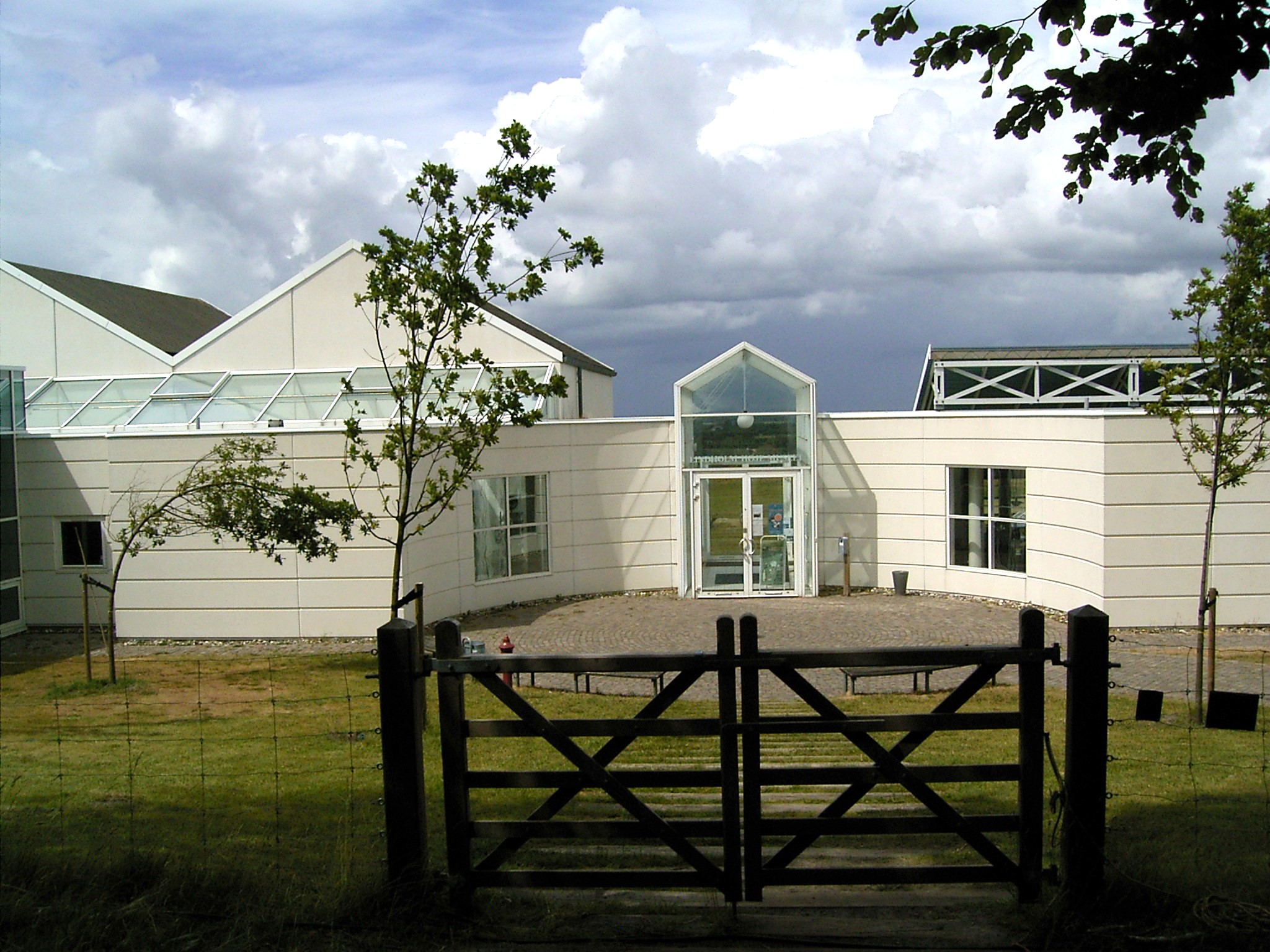
A múzeum bejárata
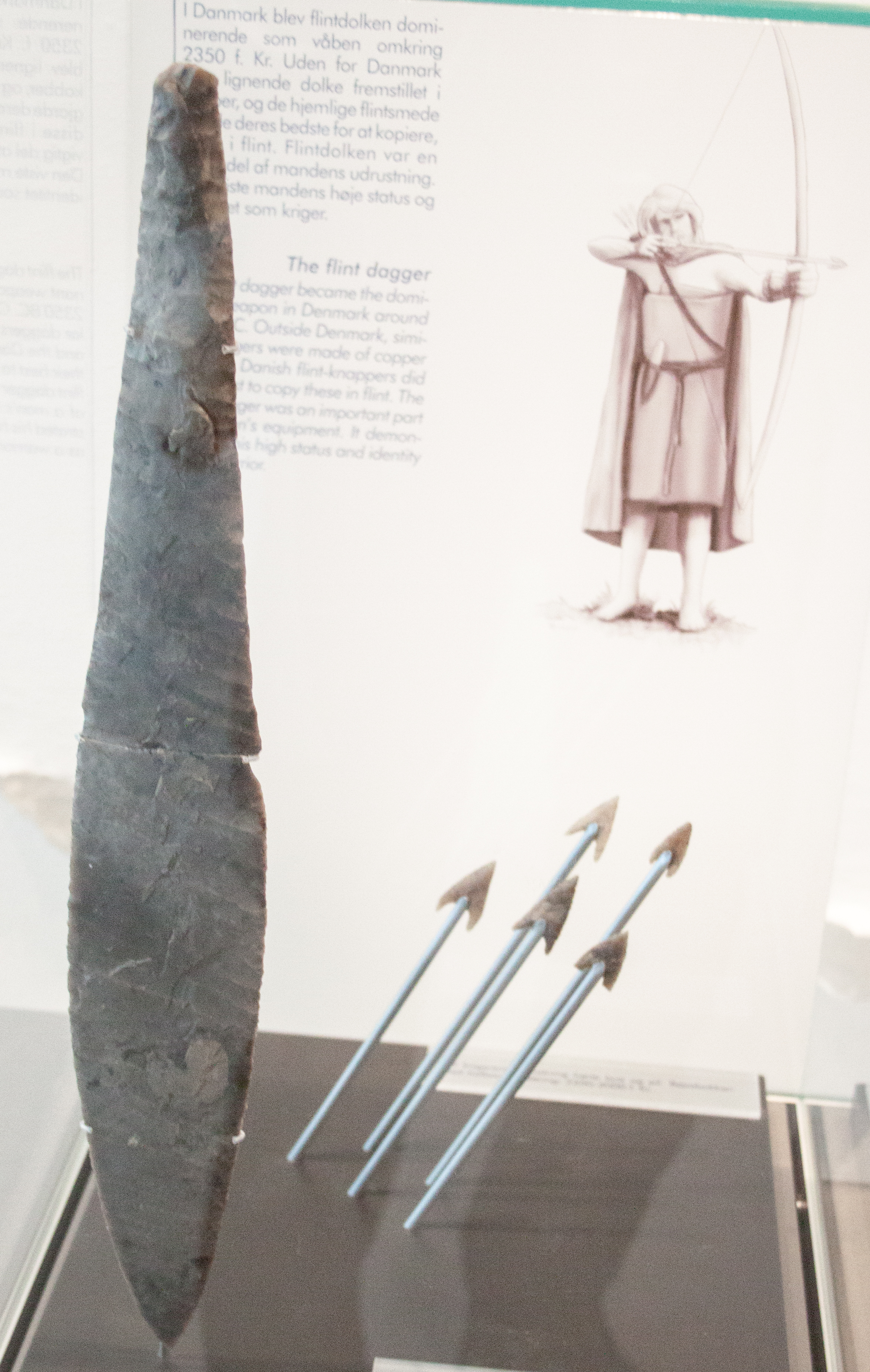
Nagyméretű, ceremoniális célokra használt dísztőr kovakőből (i. e. 2350–2000 között)
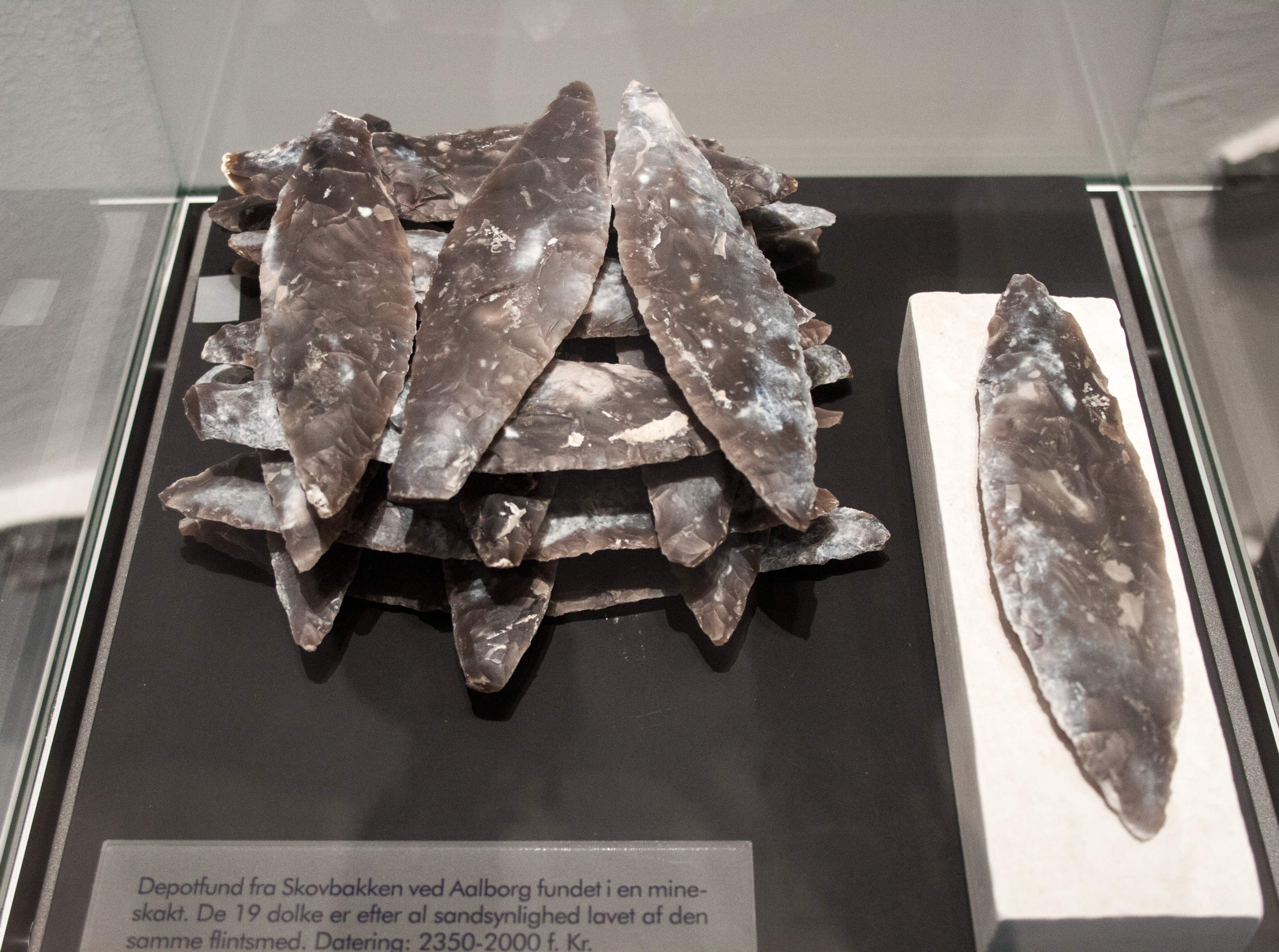
19 kovakő tőr ugyanabból a műhelyből, raktárlelet, i. e. 2350–2000
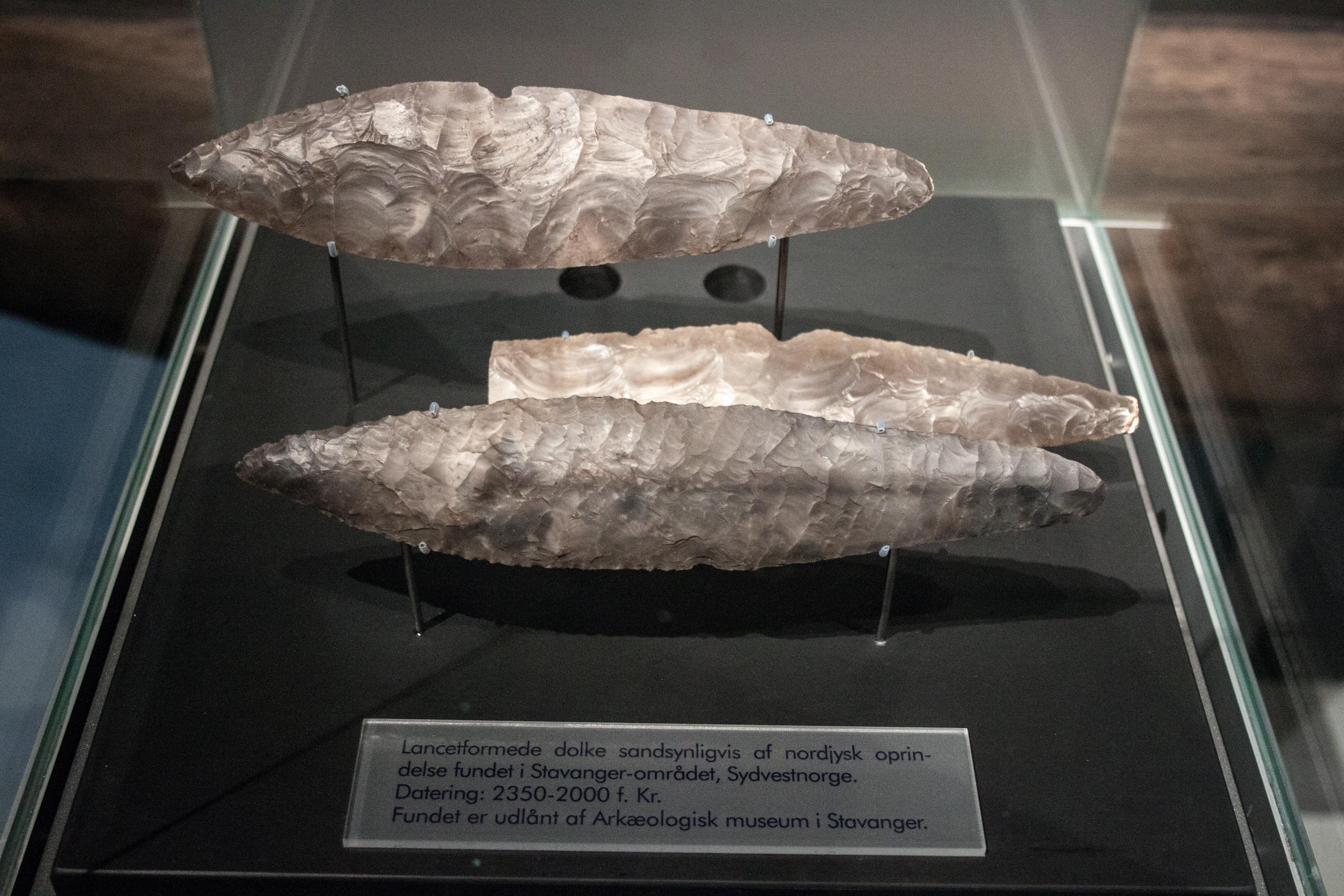
Norvégiai lelőhelyeken előkerült dániai kovakő tőrök
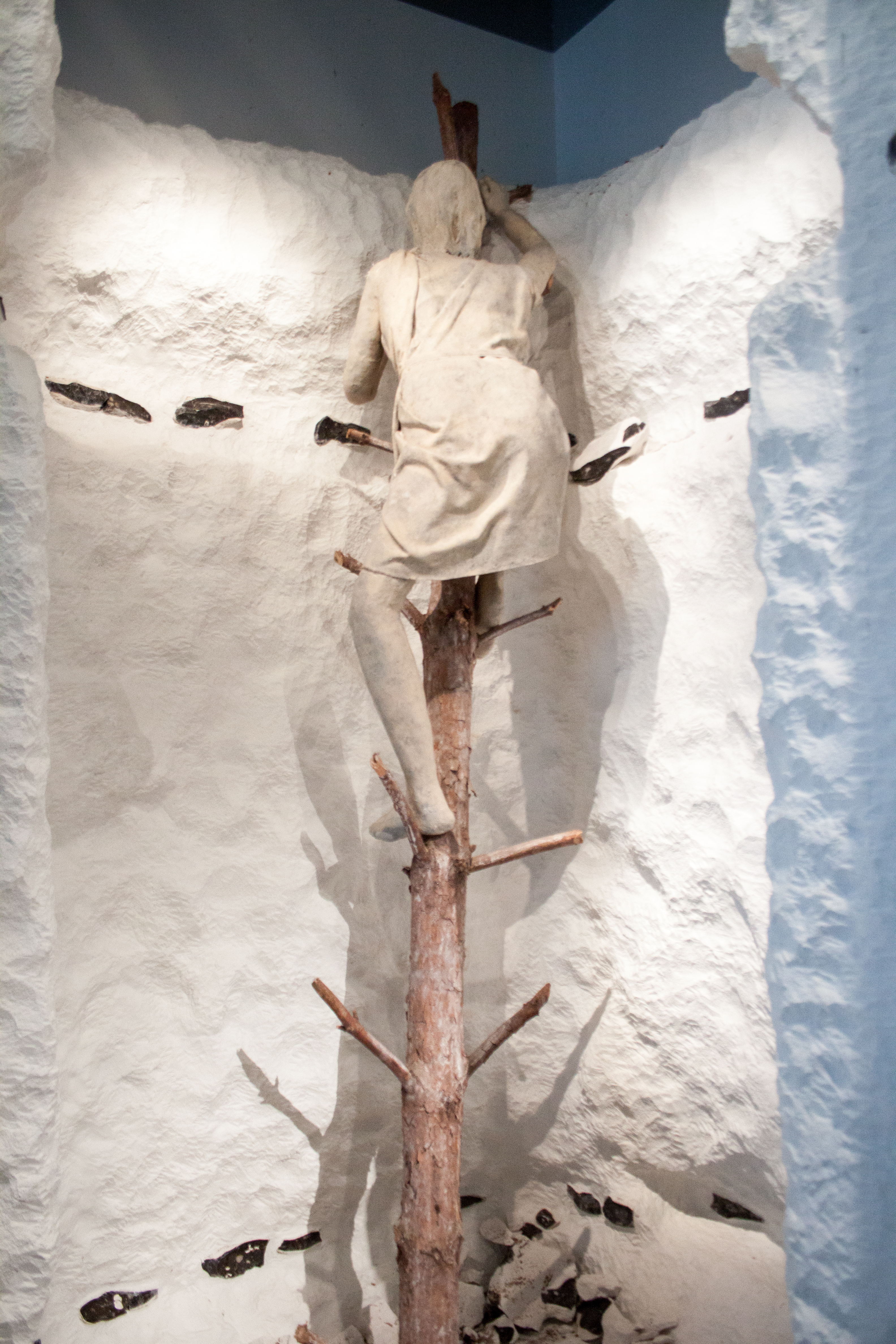
Kovakő-bánya rekonstrukciója a múzeumban
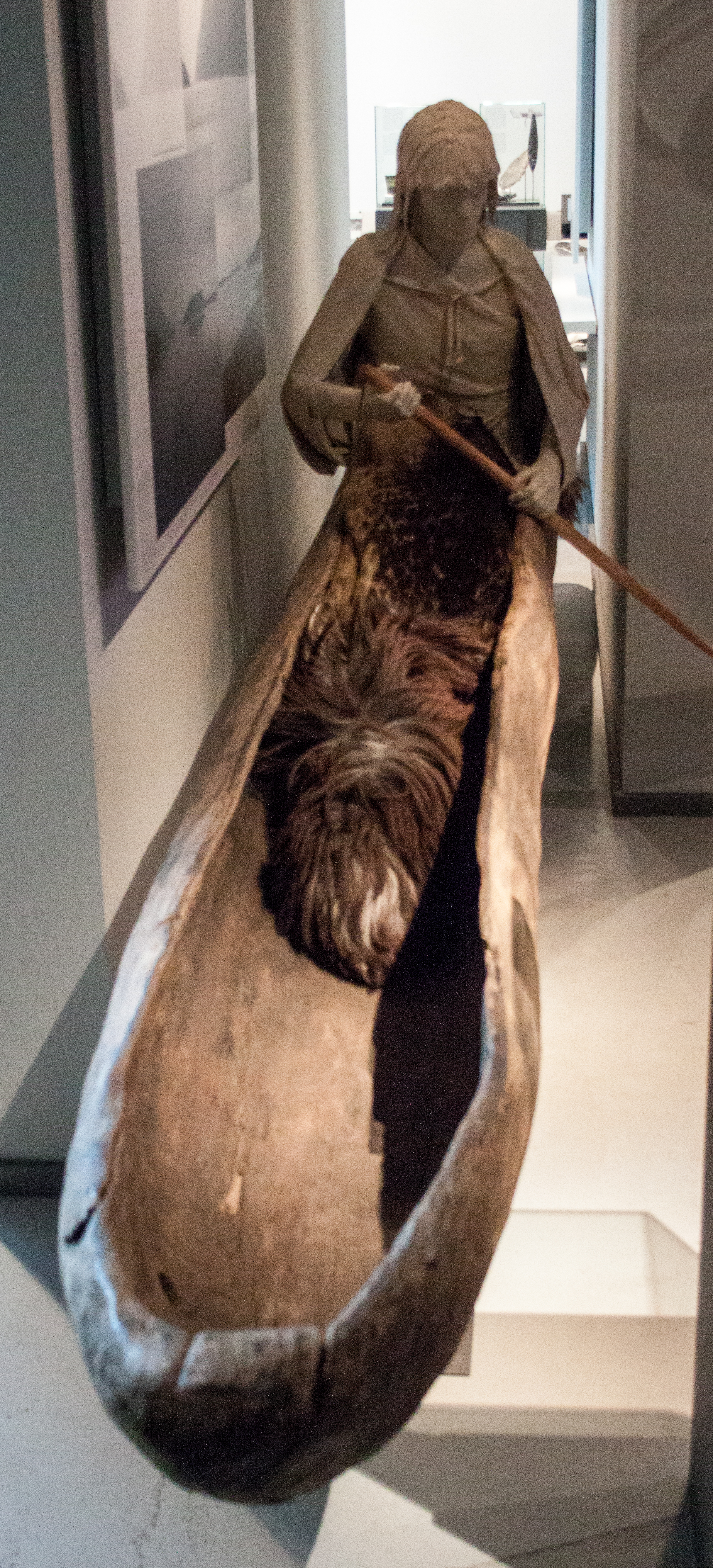
Fatörzsből kivájt csónak
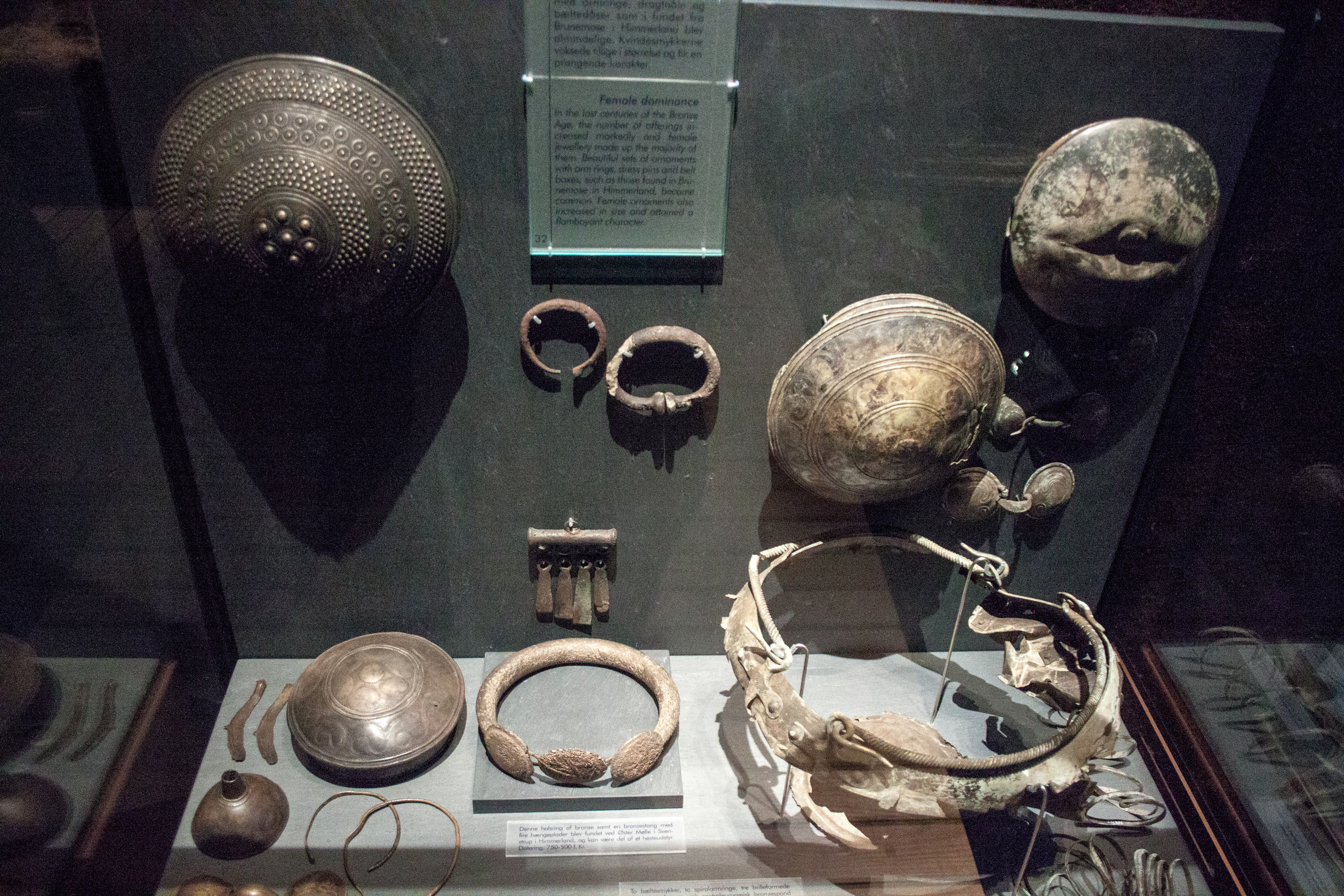
Női bronzékszerek, áldozati tárgyak (i. e. 8–4. század)

A múzeum bemutatja a környék lakóinak életét a korai vaskorban is. Ekkorra az addig szétszórtan álló házak, gazdaságok településekbe tömörültek. A lakosság gyorsan növekedett, a Limfjord környékén kis falvak százai alakultak ki, az időszámítás kezdete körül a közöttük lévő távolság alig egy kilométer volt. A házakat szárazabb dombokra építették, de víz közelében. A családok gabonát termeltek, a gyerekek állatokat őriztek. Zabpelyhet és kenyeret fogyasztottak, tejtermék vagy hús csak ritkán került az asztalra. Emellett vadon élő növényeket, bogyós gyümölcsöket is gyűjtöttek. A vízhez közelebb eső falvakban halászattal is foglalkoztak.
A késői vaskorban, az i. sz. 4. századtól tovább növekedett a terület népessége, gazdasága, kereskedelme. Aalborg egyik külvárosában feltártak egy falut a 400 és 700 közötti évekből, legalább 53 hosszúház és csaknem 400, mintegy 12 négyzetméter alapterületű gödörház maradványaival. Ez utóbbiakat műhelynek használták az év bizonyos szakában, itt általában gyapjúfonásra. Az ekkoriban keletkezett limfjordi települések legtöbbje már a középkorban is fennmaradt.
A viking korban forradalmi változásokra került sor a hajóépítésben, megjelentek a palánképítésű hajók, ugrásszerűen fejlődött a tengeri közlekedés és egyben a hadviselés is. A Limfjord továbbra is igen alkalmas vízfelület volt a sekély járatú hajók közlekedésére. Az már írásos forrásokból ismeretes, hogy 1027-ben Nagy Kanut, Dánia és Anglia királya ide tért haza Angliából hajóhadával. A kiállítás számos viking kori hajót mutat be rekonstrukció, modell vagy rajz formájában.
A kiállítás a 11. századi Alabu, a mai Aalborg létrejöttének bemutatásával zárul. A város egy állandóvá vált vásárhelyből alakult ki, és II. Hardeknut dán király már pénzt veretett itt.